# 医学のたまご
医学のたまご（いがくのたまご）は、海堂尊による日本の小説。2008年1月に理論社から刊行された。

## 概要
2013年の桜宮市を舞台にした『夢見る黄金地球儀』よりもさらに未来の2022年の東城大学医学部付属病院を舞台に、論文捏造問題を取り上げて医学生として医学の研究をすることになった中学生の奮闘そして戦いを描く。『田口・白鳥シリーズ』からも一部のキャラクターがそれぞれ出世する形で登場している。
医学・医療情報が掲載されている月刊誌日経メディカルで2007年2月から2008年1月まで連載され、理論社の「ミステリーYA!シリーズ」で単行本化。文体も横書きで中高生向けに作られた小説となっている。内容に関しては医療関係者からも評価されている。
児童向けの作品なので、毎回、当時小学生だった娘に読ませて感想を聞いた。
執筆時のBGMは、ルルティア「ロスト バタフライ」。
2020年4月にKADOKAWAから角川文庫版が刊行された。続編に「医学のひよこ」（2021年5月刊行）・「医学のつばさ」（2021年6月刊行）が存在する。

## ストーリー
世界的なゲーム理論学者・曾根崎伸一郎の息子である曾根崎薫は桜宮中学校に通う中学生。歴史以外の勉強はからっきしだった薫だったが、潜在能力試験で全国一位の成績を取ったことから、東城大学医学部付属病院解剖学教室の藤田教授の目にとまり、日本初の中学生医学生として東城大学の医学部に通うことに。かくして「スーパー中学生医学生」としてマスコミにも注目された薫は、医学に対する無知を医学オタクの三田村の知恵を借りてフォローしながら医学生としての生活を過ごすことに。
だが研究の最中にレティノブラストーマにおける大発見をしたことから、薫はその研究の論文にまつわる欲望と悪意が渦巻く大人の世界に巻き込まれていく。

## 登場人物
曾根崎薫
桜宮中学校1年B組の1年生→2年生。潜在能力試験で全国1位の成績を取った（試験を作ったのが父親でその内容を事前に知っていた）ため、東城大学医学部医学生となった。得意科目は歴史で、英語は苦手。
藤田要
東城大学医学部総合解剖学教室教授。文部科学省からの研究費を得るため、薫や佐々木のような中高生を医学部に引き入れている。またマスコミとのパイプを持つ。自分本位な性格で、研究によって世界的な実績を挙げることに固執している。

### 薫の同級生
三田村優一
桜宮中学校1年B組→2年B組の中学生。父親の病院を継ぐために東城大学医学部を志望しているガリ勉。医学オタクでもあるため、医学に無知な薫に医学を教えるようになる。美智子に対して対抗意識を燃やしている。
進藤美智子
桜宮中学校1年B組→2年B組の中学生、学級委員。薫の幼馴染で、薫の面倒をよく見ている。頭がいいがそれを鼻にはかけず、性格はしっかり者の優等生タイプ。
平沼雄介
桜宮中学校1年B組→2年B組の中学生。『夢見る黄金地球儀』の主人公・平沼平介の息子で、祖父は発明家。何かと薫にちょっかいを出してからかっている。通称ヘラ沼。

### 東城大学医学部総合解剖学教室
桃倉
臓器統御外科から出向している医局員。渾名は「モグラ」。博士号を取るために解剖学教室で研究をしているが、成果を挙げられずに藤田からよく叱責を受けている。漫画雑誌「ドンドコ」の愛読者で漫画にもなっているヒーロー番組「ハイパーマン・バッカス」好きであることからも薫と気が合い、薫の家庭教師としても薫に親身に接する。
佐々木アツシ
優秀な成績で飛び級をして医学生として総合解剖学教室に通う薫と同じ境遇の高校生。レティノ・ブラストーマの研究に従事している。自らも、過去にレティノ・ブラストーマになり片目を失っている。
宇月
藤田の秘書を務める女性。

### その他
曾根崎伸一郎
薫の父親。ゲーム理論の世界的な権威として名を馳せている学者。1年の大半をマサチューセッツ工科大学で過ごすため、薫とのやりとりはパソコンのメールが主となっている。彼の発する言葉を薫は胸に留めている。また『田口・白鳥シリーズ』の主人公である田口と白鳥がそれぞれ得意とする「パッシヴ・フェーズ」「アクティヴ・フェーズ」の真髄を心得ている。
山咲さん
曾根崎家に住み込みで働く家政婦。記者会見に出席する薫の服装を選んだりなど、色々と薫の世話を焼く。メープルシロップがたっぷり掛かったパンケーキが自慢の一品。
赤木
神経制御解剖学教室の医局員。
カイ
白い眼帯をしている子供。「ハイパーマン・バッカス」のファンで、バッカスのことを知っていそうな面識の無い人にクイズを出題している。彼もレティノ・ブラストーマになり片目を失っている。
フィリップ・オアフ
マサチューセッツ医科大学教授。レティノブラストーマの研究の世界的な第一人者で世界的な学術雑誌「ネイチャー」の表紙を飾る程の有名人。
村山弘
時風新報科学部記者。
如月翔子
オレンジ新棟小児科治療センター看護師長。

## 書籍情報
- 単行本：2008年1月発行[1]、理論社、ISBN 978-4-652-08620-9
- 文庫本：2020年4月24日発売[4]、角川文庫、ISBN 9784041083307